# Doutzen Kroes
Doutzen Kroes (ejtsd: daucen krusz) (Eastermar, 1985. január 23. –) hollandiai fríz szupermodell. Doutzen Kroes 1985. január 23-án született Eastermarban, Hollandiában. Tanulmányai befejezése után kezdett modellkedni, amikor beküldte néhány fotóját a Paparazzi modellügynökségnek Amszterdamba, ezt követően pedig szerződést kötött a DNA Models ügynökséggel.

## Karrierje
Karrierje egy nyári táborozáson kezdődött, mikor arról panaszkodott, hogy nincs zsebpénze. Egyik barátja azt tanácsolta neki, legyen modell. Doutzen nem tartotta túl jó ötletnek, hogy fényképeket küldjön be magáról ügynökségeknek, inkább arra várt, hogy fedezzék fel őt is egy éjszakai szórakozóhelyen, mint Claudia Schiffert. Végül is mindenfelé elküldte a képeit, úgy, hogy sem a családjának, sem barátainak nem szólt erről. Ha beválogatják, akkor így egy sokkal jobb történetet tud elmondani a sajtónak, ha pedig elbukik a kiválogatásokon, akkor is megmarad a tekintélye. Egy amszterdami ügynökség rögtön szerződést kötött vele.
2006 áprilisban Doutzen hároméves megállapodást kötött a L'Oréal Paris-val Olyan magazinok címlapján szerepelt már, mint a Time, a Vogue, a Harper's Bazaar, a Seventeen, az Elle, a Marie Claire, a Glamour, a VV, az Avantgarde, a Dazed & Confused, vagy éppen a Numéro. A Victoria’s Secret katalógusaiban is gyakran feltűnik, és a divatbemutatójukon is végigsétált már 2005-ben, 2006-ban, 2008-ban és 2009-ben is. A márkának 2004-ben kezdett el dolgozni, de angyalnak csak 2008-ban nevezték ki. Dolgozott már a Guccival, Tommy Hilfigerrel, a Versace-val, a Valentinóval, a Blumarine-nal és Calvin Kleinnel is. 2005-ben a Vogue olvasói az év modellje kitüntetéssel jutalmazták meg.
2007 májusában az amerikai Vogue magazin címlapján láthattuk egy "A világ következő topmodelljei" felirattal Chanel Iman és a többiek mellett.
2006-ban megjelent egy dokumentumfilm, a Praat mar Frysk, ami Doutzen modellkarrierjéről szólt: láthattuk őt, amint a modell pályán gondolkozik, illetve a milánói divatheteken először jelenik meg. A film rendezője J.J.M. Jansen volt.
2007 júliusában a Forbes magazin tudomására jutott, hogy az azt megelőző 12 hónapban Doutzen nem kevesebb, mint 1 és fél millió dollárral lett gazdagabb, és ezért kinevezték a világ legjobban kereső modelljei közül a 14-nek. 2008 áprilisában már az 5. volt a 6 millió dolláros bevételével. 2009 májusában és 2010-ben szintén 5. helyen állt.
Van egy Doutzen-viaszfigura az amszterdami Madame Tussaud'sban. Jelenleg a DNA modellügynökséggel van leszerződve.

## Magánélet
A Vogue magazinban volt egy cikk róla és akkori barátjáról, DJ Greg Andrewsról 2009 májusában, ám a pár bejelentette 2009. augusztus 20-án, hogy már nincsenek együtt. Ezután Doutzen a holland DJ Sunnery James-szel kezdett randizgatni. 2010. július 14-én bejelentették, hogy első közös gyermeküket várják januárra. 2010. november 7-én összeházasodtak Amszterdamban. 2011. január 21-én Doutzen megszülte fiát, Phyllon Joy Gorrét.